# Zvonek jemný
Zvonek jemný (Campanula gentilis) je druh rostliny z čeledi zvonkovité (Campanulaceae). Jedná se o drobný druh z příbuzenstva zvonku okrouhlolistého (Campanula rotundifolia agg.).

## Popis
Jedná se o asi 15–35 cm vysokou vytrvalou bylinu. Oddenek je větvený, není ztlustlý, má nejvýše 2 mm v průměru. Lodyhy jsou oblé, v dolní části pýřité. Lodyžní a přízemní listy jsou odlišné. Přízemní jsou dlouze řapíkaté s čepelí v obrysu srdčitou až srdčitě okrouhlou, na okraji pilovité až pilovitě vroubkované, lodyžní listy jsou úzce čárkovité, celokrajné, kromě spodních zcela přisedlé. Prostřední lodyžní listy jsou 0,5–1,4 mm široké. Květy jsou uspořádány do květenství, laty nebo hroznu, jsou blankytně modré barvy. Kalich je srostlý z 5 lístků, kališní cípy jsou čárkovité. Koruna je zvonkovitá, srostlá také z 5 korunních lístků, asi 12–18 mm dlouhá. Kvete v červenci až v září. Tyčinek je 5. Semeník je hustě papilnatý. Plodem je asi 3–5 mm dlouhá tobolka, kožovitá. Počet chromozómů je 2n=34 nebo 68.

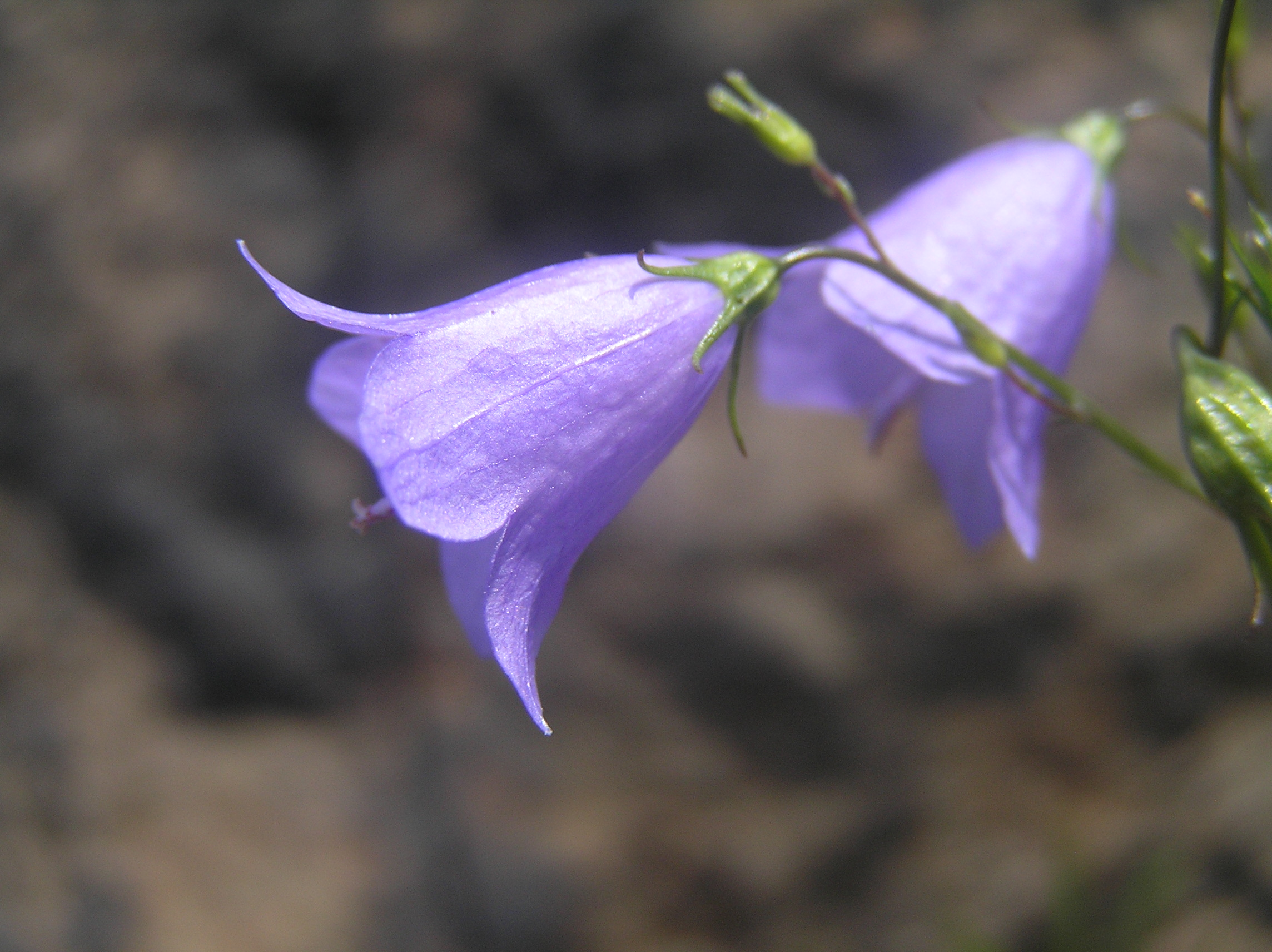
Detail květu

## Rozšíření ve světě
Druh je znám z Čech a Bavorska.

## Rozšíření v Česku
V České republice roste ve středních až severozápadních Čechách, nejvíce v Českém středohoří a v údolí dolní Vltavy. Roste převážně na skalách, skalnatých svazích a sutích. Na Moravě neroste, ale nahrazuje ho zde velmi podobný druh zvonek moravský (Campanula moravica).

## Možnosti záměny
Zaměnit ho lze především s příbuznými druhy okruhu Campanula rotundifolia agg. Hlavně se zvonkem moravským (Camapnula moravica), který však má ztlustlý oddenek, bývá vyšší a má o něco větší tobolky. Hlavně se však jejich areály nepotkávají. Také by se dal zaměnit se zvonkem okrouhlolistým (Campanula rotundifolia s. str.), ten má však širší střední listy, širší než 1,8 mm, zatímco zvonek jemný pod 1,4 mm, zvonek okrouhlolistý má také semeníky bez papil či s málo papilami, kdežto zvonek jemný ho má papilnatý.